# Olmes García
Olmes Fernando García Flórez (ur. 21 października 1992 w Barranquilla) – kolumbijski piłkarz występujący na pozycji napastnika w hiszpańskim klubie Realu Oviedo.